# 샹피오나 나시오날 3
샹피오나 나시오날 3은 프랑스의 5부 축구리그이자 세미 프로 및 아마추어 리그이다, 정식 명칭은 샹피오나 드 프헝스 드 풋볼 나시오날 트후아(Championnat de France de football National 3)이다. 창설 당시에는 나시오날 3(National 3)으로 불렸으나 1998년 CFA 2로 명칭이 바뀌었다가 2017년부터는 다시 나시오날 3라는 이름으로 불리고 있다.

## 대회 진행 방식
추춘제로 진행되며, 각 14개의 팀으로 이루어진 총 12개의 그룹, 총 168개 팀이 그룹 내의 다른 모든 팀들과 리그 방식으로 홈-어웨이 2번씩 경기를 치른다. 각 그룹의 1위팀들은 샹피오나 나시오날 2로 승격되며 하위 2팀들은 더 아래 리그인 레지오날 1으로 강등된다.
평균관중은 200에서 400명 정도이다.